# Hazeus elati
Hazeus elati är en fiskart som först beskrevs av Goren, 1984.  Hazeus elati ingår i släktet Hazeus och familjen smörbultsfiskar. Inga underarter finns listade i Catalogue of Life.